# Fabrizio Catelli
Fabrizio Catelli (L'Aquila, 6 novembre 1969) è un ex calciatore e allenatore di calcio italiano, di ruolo centrocampista.

## Carriera

### Calciatore

#### Club
Catelli ha iniziato a giocare nel 1988 con il Perugia, neopromosso in Serie C1, disputando 4 partite nella stagione di esordio e altre 29 in quella seguente.
Nel 1990 è stato acquistato dall'Atalanta, con cui ha esordito in Serie A il 9 settembre 1990 nella gara Atalanta-Bari (2-0). Durante la stagione ha totalizzato 11 presenze in campionato, 3 in Coppa Italia e una in Coppa UEFA realizzando anche un gol nella 31ª giornata della Serie A 1990-1991 all'Olimpico contro la Roma.
Nel 1991 è tornato nuovamente in C1 passando al Como e l'anno seguente all'Avellino per poi tornare a Como dove è rimasto per due stagioni conquistando la promozione in Serie B nel 1994. In quell'occasione Catelli ha segnato il gol decisivo per la promozione nella finale play-off contro la SPAL.
Dopo le retrocessione del Como in Serie C1, Catelli è rimasto in Serie B passando alla Pistoiese. Dopo un'altra stagione al Como in Serie C1 è passato a giocare in Serie C2 prima con la Triestina poi due stagioni con l'Alessandria, successivamente con il Teramo e infine con il Nardò.
Nel 2002 si è trasferito in Serie D al Morro d'Oro dove è rimasto per tre stagioni guadagnando la promozione in Serie C2 nel 2004. Nel 2005, dopo alcuni mesi con L'Aquila in Eccellenza Abruzzo, è passato al San Nicolò (Promozione), dove ha chiuso la carriera nel 2007.

#### Nazionale
Ha disputato una partita amichevole con la Nazionale italiana Under-21 il 26 settembre 1990 contro i pari età dell'Olanda, subentrando a Eugenio Corini nel corso del secondo tempo.

### Allenatore
Dopo il ritiro intraprende la carriera di allenatore, guidando dapprima il Mosciano per tre stagioni. Diventa quindi vice di Daniele Amaolo sulla panchina del Pineto (ad eccezione di una stagione da primo allenatore con il Sant'Omero).
Entra nel 2021 nello staff giovanile del Montorio '88 dove rimane per 3 stagioni.

## Palmarès

### Club

#### Competizioni nazionali
- Coppa Italia Serie C: 1

Como: 1996-1997
- Serie C2: 1

Alessandria: 1999-2000
- Serie D: 1

Morro d'Oro: 2003-2004